# Gioco posizionale
Negli scacchi il gioco posizionale è uno stile di gioco basato perlopiù sullo sfruttamento di elementi statici presenti nella posizione (catene di pedoni, avamposti, linee aperte [diagonali, colonne], debolezze strutturali in campo avversario); si contrappone al gioco combinativo, fondato invece su tatticismi violenti, con attacchi e contrattacchi miranti a generare un vantaggio materiale immediato o a breve termine.
Per solito, il gioco posizionale poggia su considerazioni strategiche e piani a lunga gittata i quali, prese in  esame le debolezze avversarie, descrivono il modo per trarne il massimo vantaggio: ad esempio, una colonna o diagonale aperta – se sfruttata – favorisce un'invasione del territorio nemico con i pezzi pesanti (donna, torri), mentre la presenza di un pedone avversario arretrato o isolato su colonna aperta suggerisce un attacco frontale o laterale (superiorità locale di forze).
Tramite queste manovre i pezzi dell'attaccante acquistano posizioni dominanti, mentre il difensore è obbligato a collocare i propri in posizioni difensive e spesso passive (onde evitare perdite di materiale). In questi casi, la mancanza di adeguato spazio per i pezzi del difensore si può tradurre nell'impossibilità di difendere tutto il territorio: così, se il giocatore che ha l'iniziativa riesce ad aprire un secondo fronte di attacco (in base al principio delle due debolezze), con scarsa probabilità l'avversario potrà opporsi o correre ai ripari.
Parlando di stile posizionale, è evidente che dati schemi di apertura conducono a posizioni in cui gli elementi statici assumono una maggiore importanza – essendo più difficile realizzare attacchi combinativi: ad esempio il gambetto di donna, la difesa moderna, le difese indiane (tranne la difesa est-indiana e molte altre).
Ma difficilmente i gambetti fanno parte delle aperture posizionali, in quanto lo squilibrio che creano fra materiale, tempi e iniziativa porta a un certo punto – se non subito – a uno scontro violento per ottenere un attacco di pezzi decisivo o per recuperare il materiale sacrificato.
In ultimo, si può parlare anche di sacrificio posizionale; si tratta di un particolare tipo di sacrificio il cui scopo non è di natura tattica (causare ingenti perdite di materiale all'avversario, dare scacco matto, promuovere un pedone), bensì posizionale: causare una o più debolezze strutturali all'avversario, rovinare l'integrità della sua struttura pedonale, soffocare in modo permanente uno o più pezzi avversari.